# チベットにおける宗教
中国、チベット自治区の宗教人口(2012年現在)

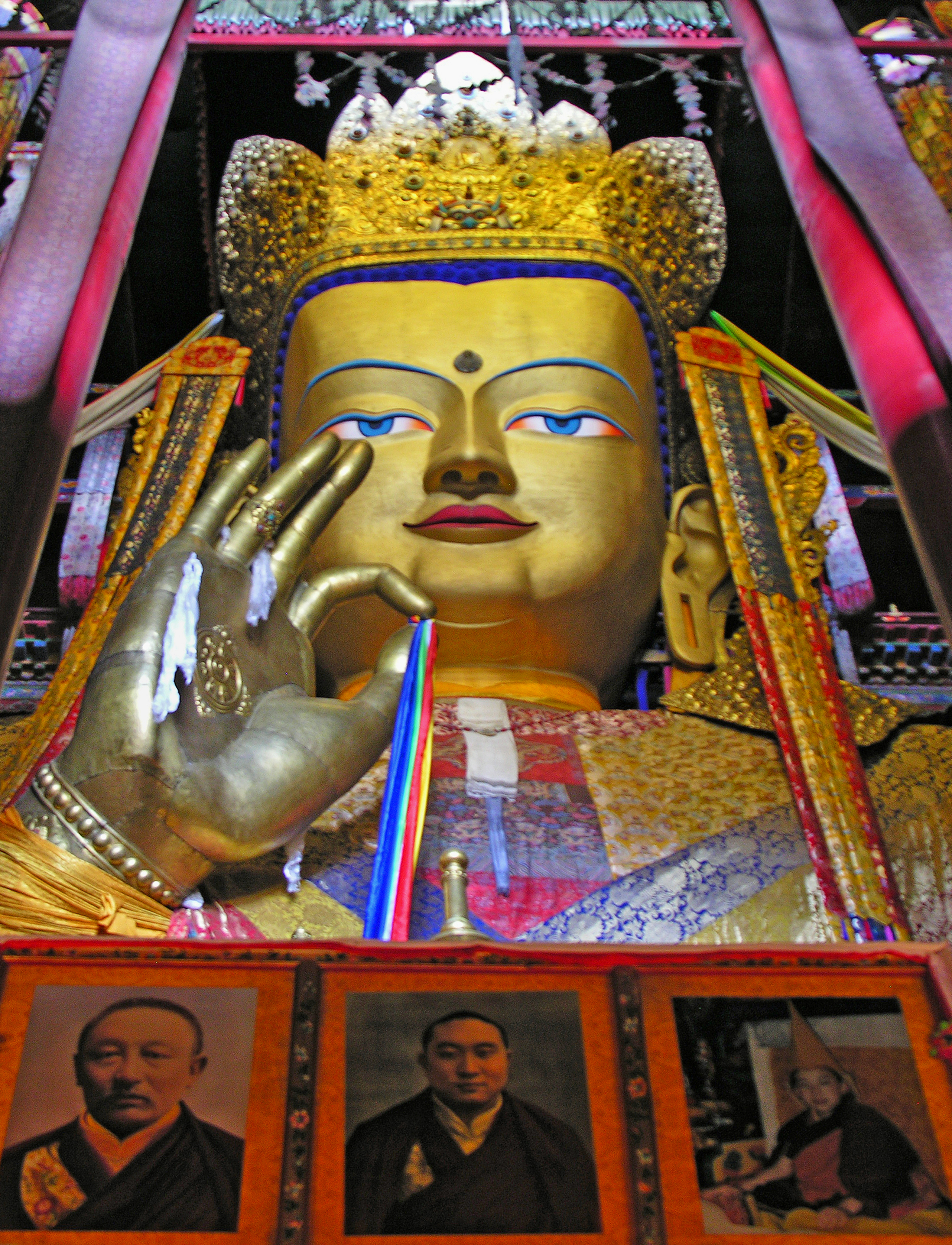
弥勒菩薩像、シガツェ市・タシルンポ寺

この項では、チベットの宗教（チベットのしゅうきょう）について、チベット自治区におけるものを中心に解説する。
8世紀のチベットへの伝来以降、主たる宗教は仏教である。歴史的なチベット（チベット族が居住するエリア、チベット三州）は、現在の中華人民共和国チベット自治区と、青海省・四川省の一部を含む地域である。仏教の伝来以前のチベットでは、ボン教という、シャーマニズム・アニミズム宗教が主流であった。ボン教は、現代でこそチベットにおいて少数派となったが、チベット仏教の成立に大きな影響を残すこととなった。
2012年版の「信仰の自由に関する国際報告書」による推定に拠れば、チベット人の大多数（チベット自治区の人口のうち91%）はチベット仏教を信仰している。一方、40万人（同自治区の12.5％）が、中国の宗教と同様に孔子 を（中国における方法とは異なるとは言え）何らかの形で崇拝する、ボン教やチベットの民俗宗教を信仰している。一部報道によれば、中国政府はボン教を儒教と結びつけて宣伝しているという。
チベット自治区内にはモスクが4堂存在し、4000人から5000人ほどのムスリムがいる。しかし、中国政府は2010年に行った調査において、同自治区の人口に占めるムスリムの割合を0.4％と、これよりも多く見積もった見解を示している。また、伝統的なキリスト教コミュニティが存在する、チベット自治区東部、マルカム県には塩井天主堂があり、560名ほどの教区民が存在する。
チベット自治区における宗教及び信教の自由は、法律で規制されており、中国共産党の監視下に置かれている。

## 主要な宗教

### チベット仏教

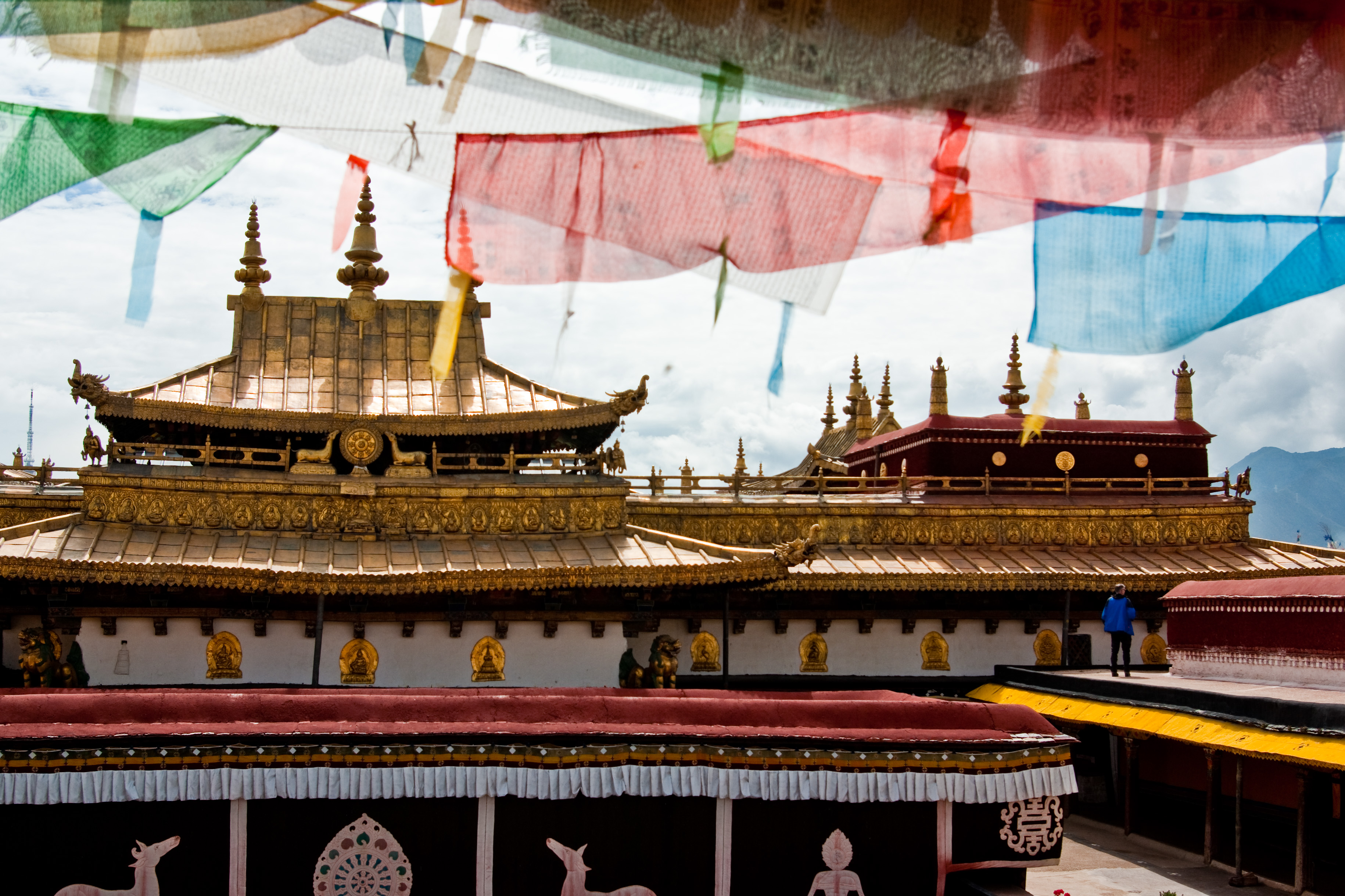
チベット随一の伽藍、トゥルナン寺・ジョカンの眺め

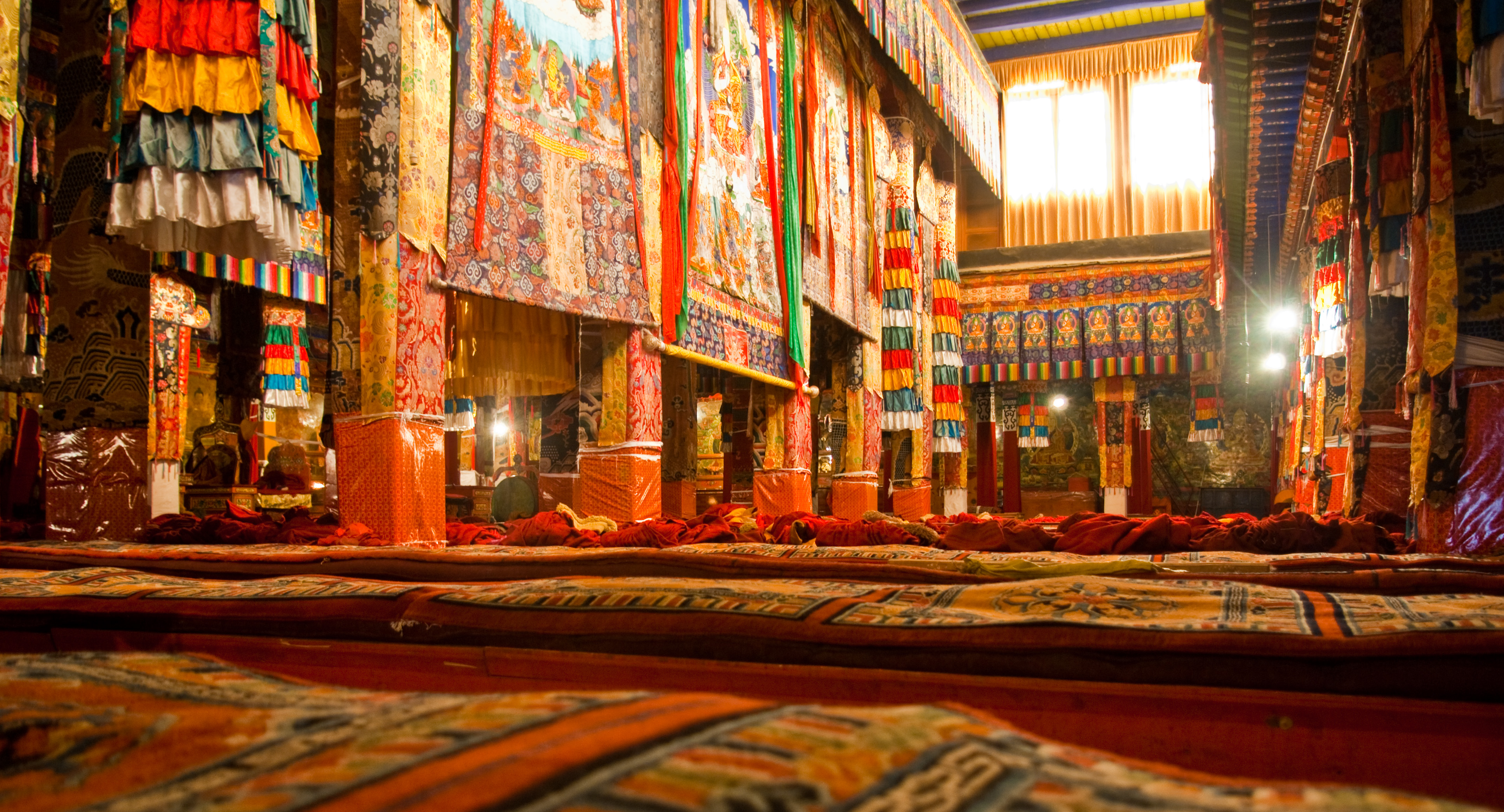
ガンデン寺内部

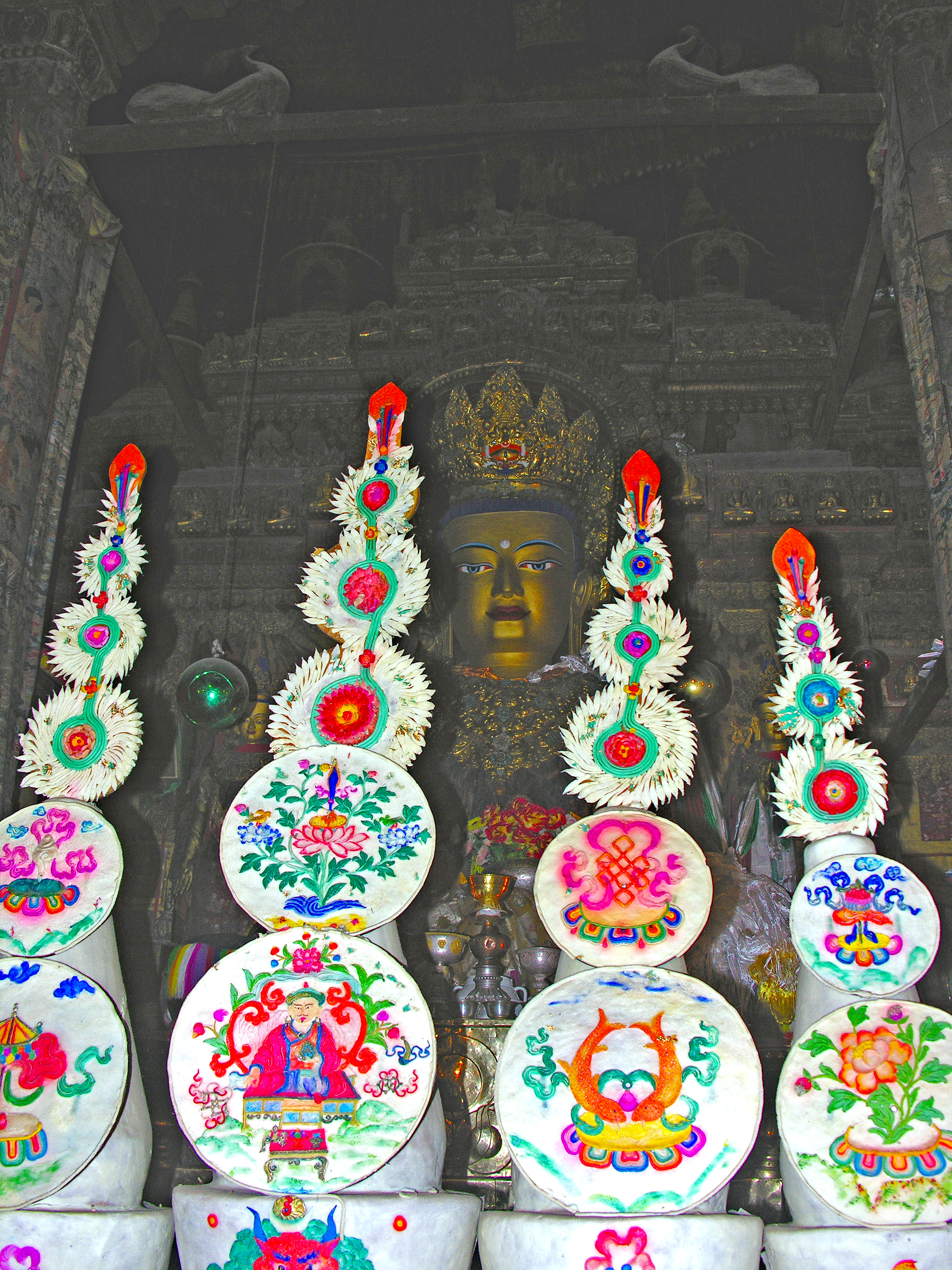
釈迦像に備えられたヤクバターろうそく。アシュタマンガラなどが施されたこれらのろうそくは、ヤクバターで作られたものとしては随一の出来であろう。ギャンツェ県、バイジュ僧院

宗教は、チベット民族にとって非常に大事なものであり、人生のあらゆる側面において影響を及ぼしている。チベットでは、ボン教が古代から伝えられてきた。だが、現在では、シャーンタラクシタ以下、北インドの僧によって伝えられたサンスクリット仏典を継ぐ、大乗仏教と密教の要素を持つチベット仏教が、同地域に大きな影響力を及ぼしている。チベット仏教は、チベットやモンゴルだけでなく、北インドの一部やブリヤート共和国、トゥヴァ共和国、カルムイク共和国、中国の他の地域でも信仰されている。文化大革命の際には、チベットのほぼ全ての僧院が、紅衛兵による略奪・破壊にあった。1980年代以降、（共産党政府による、限られた支援のもとで）いくつかの僧院では再建が始められた。また、限定的ではあるものの、信仰の自由が以前と比べて認められるようになった。さらに、政府によって僧侶の数に制限が課されてはいるものの、チベット各地の僧院に僧侶が復帰し、僧侶の養成が再開された。1950年代以前のチベットでは、男性人口の10％から20％が僧侶であった。なお、チベット仏教が盛んであった時代には、密教の修行を許されたのは僧侶の中でも一握りに留まり、大多数の僧侶・僧院では顕教が一般的であった。
チベット仏教においては、主に四つの宗派が存在する（接尾辞のpaは日本語で「～（の）人」に相当する）。
- ゲルク（パ） - ゲルクとは「徳業」を意味し、黄帽派、黄教とも呼ばれる。首座はガンテン・ティパ、宗教的指導者はダライ・ラマである[注釈 3]。歴代のダライ・ラマは、17世紀中頃から20世紀中頃までチベットを支配した。ゲルク派は、14世紀から15世紀の間にツォンカパによって開かれ、カダム派（英語版）の流れを汲む。ツォンカパは、教学と徳の両方において有名であった。ダライ・ラマはゲルク派に属し、菩提心を体現するとされる[13]。
- カギュ（パ） - カギュとは「（教えの）伝統」を意味し[14]、古くは白派とも呼ばれた。カギュ派には、主流な法系であるタクポ・カギュ派（英語版）と、傍系のシャンパ・カギュ派（英語版）（シャン派）があるが、シャン派は、現在独立した教団としては存在しない。教団としてのタクポ・カギュ派は、僧ガムポパに始まった。また、タクポ・カギュ派には大まかに4つの支派がある。すなわち、カルマパが教主であるカルマ・カギュ派とツェル（パ）・カギュ派、バロン・カギュ派、パクモドゥ・カギュ派である。一方、20世紀に活躍したカル・リンポチェによって知られ、かつてはその教義の全容が明らかではなかったシャン派であるが、その法統はインドの女性修行者ニグマ（英語版）[注釈 4]まで遡る。この宗派は瞑想を重視した。同宗の代表的な修行者に、11世紀のミラレパがいる。
- ニンマ（パ） - ニンマとは「古い」を意味し[15]、古派とも呼ばれる。ニンマ派はチベット仏教最古の宗派であり、パドマサンバヴァによって開かれた。
- サキャ（パ） - サキャとは「灰色の大地」を意味し、紅帽派、紅教、花派とも呼ばれる。世襲のサキャ座主（英語版）が最高位。翻訳家のドクミ・ロツァワ（英語版）の弟子、コンチョク・ギャルポ（英語版）が開祖。13世紀前半に活躍したサキャ・パンディタは、コンチョク・ギャルポの曾孫で、サキャ派の五代目座主である。同宗は顕教・密教双方の研究を重視した[16]。

### ボン教

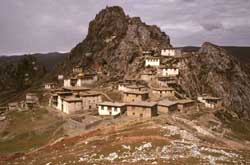
ボン教寺、キュンポリ・ツェドゥク僧院（琼布孜珠寺）チベット自治区

チベットに土着的で、アニミズム的・シャーマニズム的な信仰体系であるボン教(bon chos)は、自然崇拝を拠りどころとし、成立は仏教伝来以前に遡るとされている。ボン教は当初仏教に対立・対抗したが、現在ではダライ・ラマ14世によって正当な宗教であると認められている。
ボン教の経典によれば、『ドドゥー』、『セルミク』、『シジー』の三つの聖典がトンパ・シェンラプ・ミボチェの神話を伝えているとされる。「ボンポ」(チベット語: bon po)とも呼ばれるボン教徒たちの見解によれば、埋蔵経典である『ドドゥー』と『セルミク』は11世紀頃に再発見され、『シジー』は口伝で伝えられていたものを、14世紀のロデン・ニンポによって口述筆記された。ロデン・ニンポにより著された聖典『シジー』はこれら三つのなかで最も長大で、シェンラプの生涯だけでなく他のテーマについても扱う、叙事詩とも言うべき内容である。ロデン・ニンポはボン教初のテルトンではなかったが、最後に成立した『シジー』こそがボン教におけるもっとも重要なテクストとなった。『シジー』によれば、シェンラブは、キャンパ・ラリンという悪魔に盗まれた馬を探す途上にボン教を成立させたという。また、伝承によれば、シェンラプは閻浮提のタジク・オルモルンリン（世界軸、後代の解釈ではペルシアとされる）で生まれた。伝統的な解釈によれば、タジク・オルモルンリンは、西部チベットにそびえるカイラス山のことと考えられる、ユンドゥン・グツェク山（「九層の卍（永遠）」）と同定される。タジク・オルモルンリンとカイラス山の神聖さ故に、ボン教徒は左卍と数字の9を縁起の良いものとみなし、これらのシンボルを重要視している。
トンパ・シェンラブ・ミボチェがコンポを訪れたとき、土地の人々は供犠によって神霊を鎮めていた。シェンラブは彼らに、大麦の粉、ツァンパで作った動物を生贄の代用とすることを教えた。彼はまた、弟子たちが経典や聖典、ゾクチェンを修められるように転生できるように、劣った道であるシャーマニズムを通じ、祈祷、精進、帰依、専念について、弟子の能力に合わせて教えを授けた。
ボン教には、「ボンの九乗」と呼ばれる九つの方法体系がある。低位には医学、占星術、占術が置かれ、高位には経典やゾクチェンが置かれている。これら「ボンの九乗」は南伝埋蔵経、北伝埋蔵経、中央埋蔵経の、三種類に分類される。中央埋蔵経はニンマ派の九乗と類似しているが、北伝埋蔵経は失われた。テンジン・ワンギェル・リンポチェは南伝埋蔵経について、シャーマニズムとともに論じている。

### 中国の伝統宗教
チベット自治区に居住する漢民族の大多数は、中国の伝統宗教（神教）を信仰している。ラサには関帝を祀る関帝廟、「拉萨关帝庙」があり、満・漢・蒙・蔵で共通して見られる英雄、ケサルと習合して祀られている。この関帝廟は、清代の1792年に、チベットと中国の折衷的な建築様式で建てられた。長年に渡って修復がされないままおかれていたが、2013年頃に修復された。

### 民間信仰
1981年、アムド県で、ケサル王伝の転生者を自称するソナム・プンツォというチベット人が「リンの英雄たち」という民俗宗教の一派を立ち上げた。この教団は1980年代に最盛期を迎え、地元の共産党幹部の一部までもを改宗させた。その後、中国共産党は「リンの英雄」を、破壊的で「分裂主義」的な宗派として禁止した。

## キリスト教

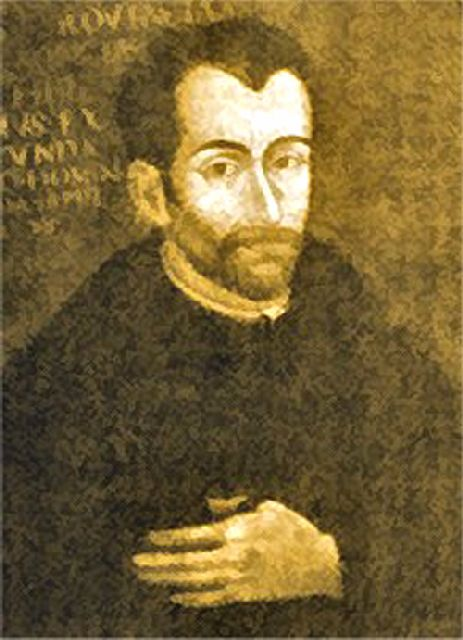
アントニオ・デ・アンドラデ

チベットに最初に伝わったキリスト教はネストリウス派であった。チベットでは、ネストリウス派の残したさまざまな遺物や碑文が発見されている。彼らはまた、シラ・ムレン河畔、シラ・オルドに置かれたモンケ・カンの幕営（オルド）にも仕え、1256年には同地でカルマ・カギュ派の教主、カルマパのカルマ・パクシと宗論を繰り広げたという。1716年にラサに到達したイエズス会士のイッポリト・デシデーリは、この地でアルメニア人やロシア人の商人に遭遇したと書き残している。
17世紀から18世紀には、ヨーロッパからチベットへ、カトリックのイエズス会とカプチン会が訪れた。ポルトガルの宣教師でイエズス会士の神父アントニオ・デ・アンドラデと平修道士マヌエル・マルケスは、1624年に西部チベットのグゲ王国に至り、最後の王、タシー・タクパデの歓待を受けたうえ、その後教会の建設を許された。1627年には、グゲ王国では100名ほどがキリスト教に改宗していた。布教はその後、ルドク、ラダック、ツァンでも行われた。アンドラーデらの布教活動は、ツァントェ王のテンキョンワンボにも好意的に迎えられ、1626年、ツァン地方のシガツェにもイエズス会の布教拠点が建てられた。
1661年には、イエズス会士のヨハン・グリューバーが西寧からチベット高原を横断し、ネパールへと赴く前に、ラサに一ヶ月程滞在している。だが、ラサにカトリック教会が開かれたのはその後のことであった。先述のイエズス会士、イッポリト・デシデーリは、1716年から1721年にかけてチベットにラサに滞在し、チベットの文化と言語、仏教について修めている。また、カプチン会の修道士達が、1707年から1711年、1716年から1733年、そして1741年から1745年にかけてラサで布教活動に従事した。17世紀には、チベットの一部の君主とその王室、カルマパ派のラマが、ゲルク派への対抗上キリスト教を利用していた。だが、1745年、ラマの命令によって、すべての宣教師がラサから追放されるに至った。
1877年、チャイナ・インランド・ミッションのプロテスタント宣教師、ジェームズ・キャメロンが、重慶から巴塘へと歩いて越境し、「福音をチベットの人々へと伝え」た。
1905年に勃発したバタン蜂起の間、ジャン=アンドレ・スーリエを始めとしたフランス人宣教師らがチベット仏教の僧侶達によって襲撃、拷問の上殺害された。また、チベット人改宗者とその家族も虐殺されている。

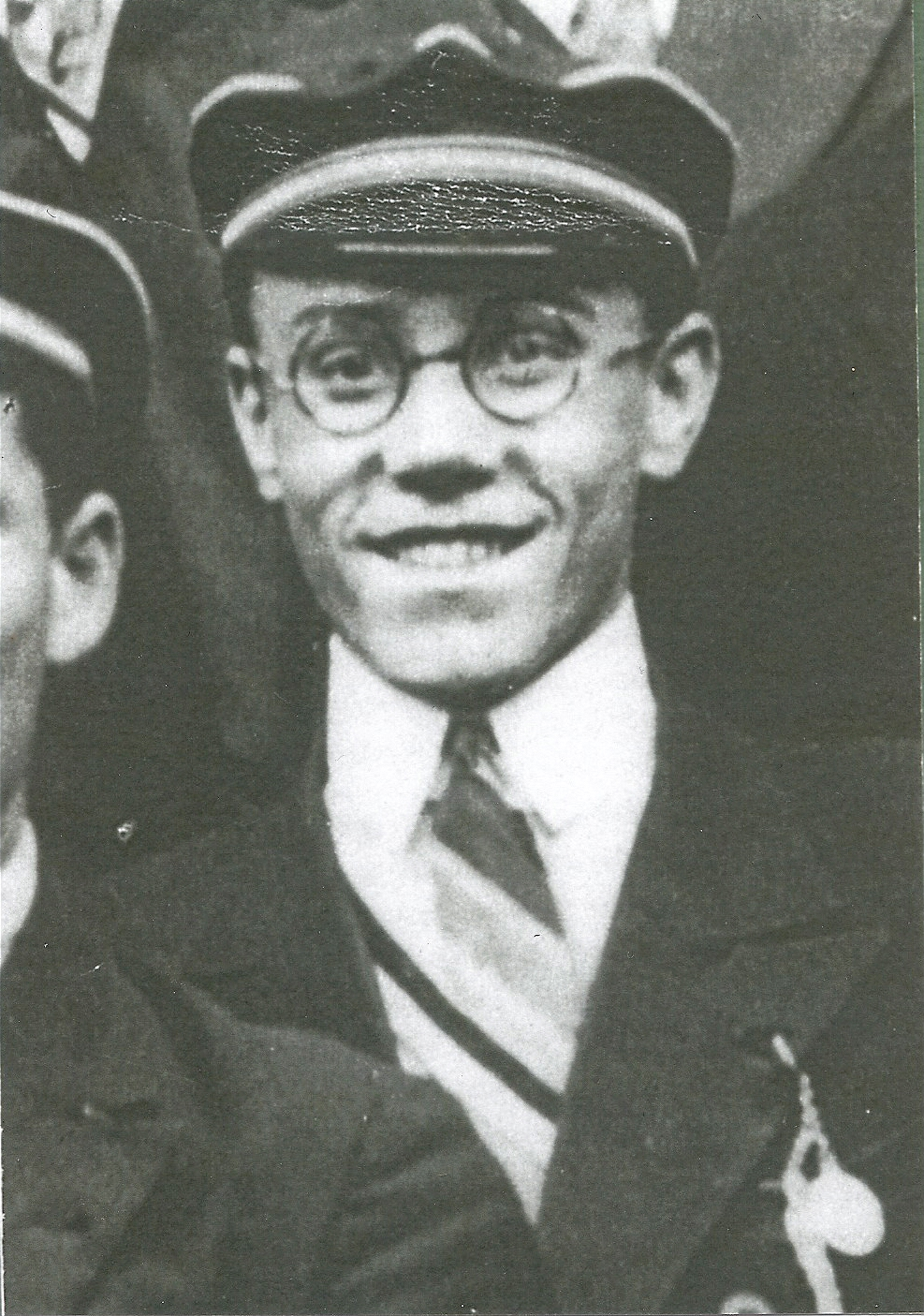
カトリックの殉教者、モーリス・トルネ神父

1949年、聖アウグスチノ修道会の律修司祭、モーリス・トルネ神父は、ダライ・ラマにチベット人クリスチャンへの宗教的寛容を直訴するため変装してラサへと向かっていたが、彼は塩井の教区から追い出された後、チベット仏教僧の待ち伏せに遭い、殺害された。1993年5月16日、トルネ神父はヨハネ・パウロ2世により、殉教者として列福された。
過激な国家無神論と苛烈な宗教的迫害にもかかわらず、併合後のチベットにも、キリスト教の信仰を保っているチベット人が存在する。
カトリック教会において、チベットはカトリック康定教区に属するが、1962年以来司教が置かれていない。一方、チベット自治区には、政府の統括下にある中国天主教愛国会と、聖座への忠誠を誓う地下教会の両方が存在するが、後者に関する統計はその性質上当然ながら入手が困難である。
また、プロテスタントの教団としては、政府の統括下にある三自愛国教会と、これから独立して運営されている家の教会がチベットにもある。ただし、地下教会同様、家の教会に関する統計情報はほとんど明らかではない。

## イスラム教

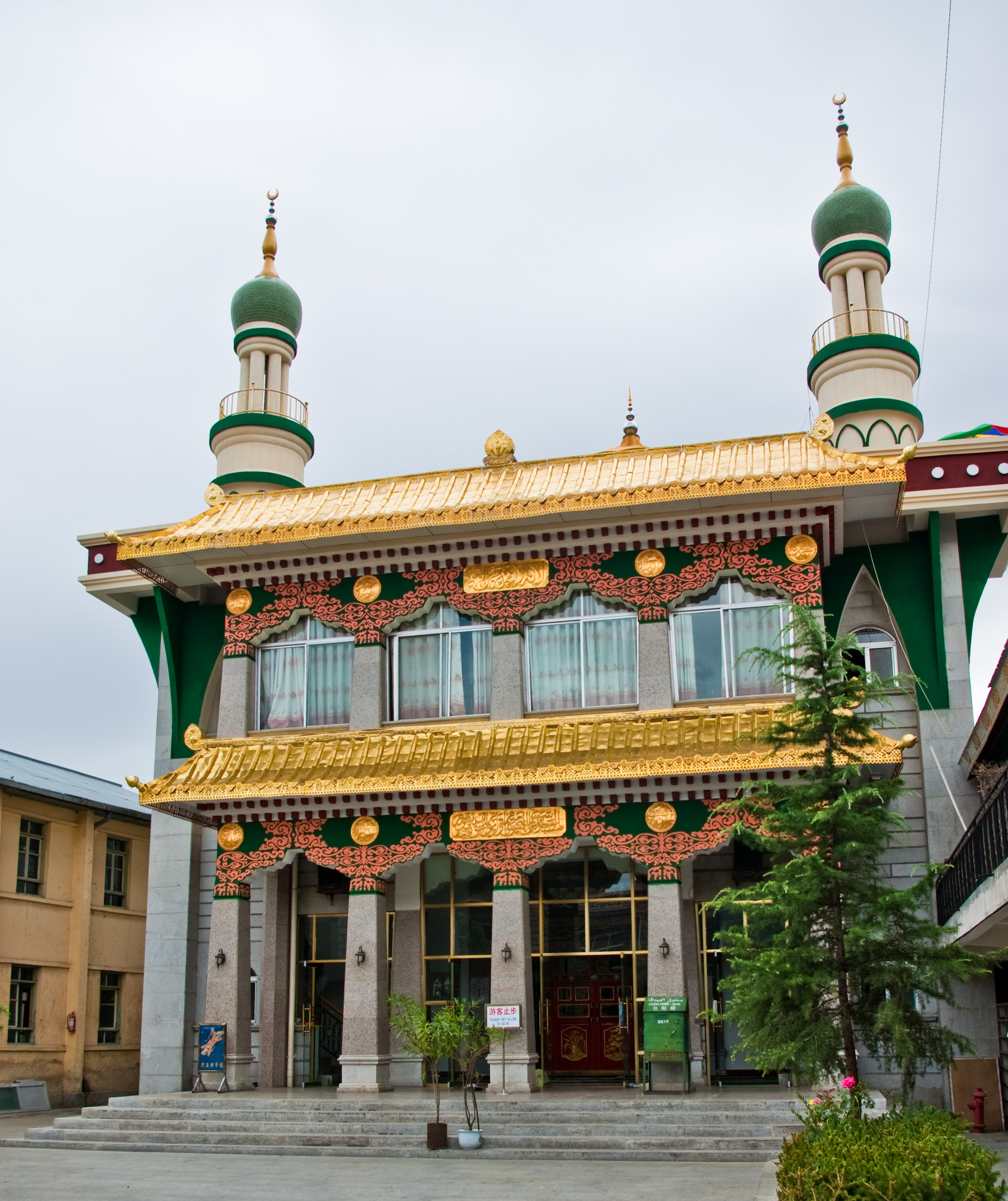
ラサの大モスク

8世紀から9世紀頃には、ムスリムはチベットに定着していたようである。チベットの町には、カチェー(Kachee、Kacheとも)と呼ばれるチベット系ムスリムのコミュニティが存在し、彼らの先祖はカシミール・ラダック・中央アジアのテュルク系国家といった、三つの地域から移り住んだ人々である。また、ペルシャからもイスラム教の影響は及んでいた。1959年のチベット併合の後、チベット人ムスリムは自身のルーツがカシミールであることに基づいて、インド国籍を請願した。その年の後半には、インド政府がこれらのチベット人ムスリムは全てインド国民であるとする宣言を行った。また、回族、サラール族、ドンシャン族、バオアン族など、チベットに長いこと根付いている人々もいる。回族を祖先に持つ、中国系のムスリムコミュニティ、ギャ・カチェー(gya kachee)も存在する。バルティスタンのバルティ人は、ダルド族と混血したチベット系民族の人々で、大部分がシーア派を信仰している。

## 信教の自由
チベットの宗教は中華人民共和国の法律で規制され、「社会の調和を乱すような」宗教・宗教の利用は禁止されている。ゲンドゥン・チューキ・ニマを始めとした仏教指導者は、今も拘禁や監視の対象となっている。